# Escuela de Heidelberg

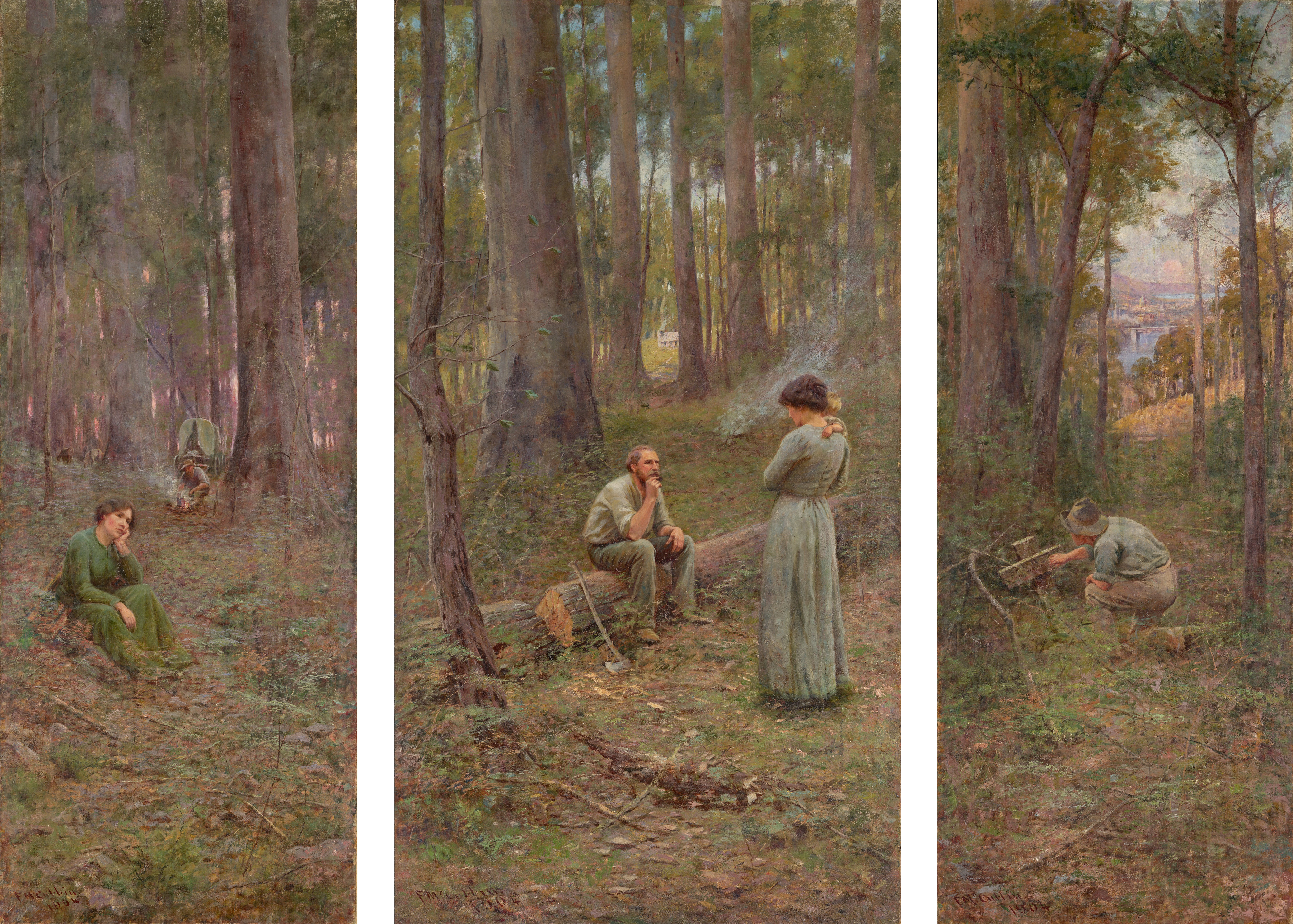
Frederick McCubbin, The pioneer (1904).

La escuela de Heidelberg fue un movimiento artístico australiano de fines del siglo xix. Más tarde, el movimiento pasó a conocerse como impresionismo australiano.
El término fue acuñado en julio de 1891 por el crítico de arte Sidney Dickenson, mientras evaluaba las obras de los artistas Arthur Streeton y Walter Withers, asentados en Melbourne. Dickenson observó que estos artistas, cuyos trabajos fueron pintados sobre todo en el área de Heidelberg, podían ser considerados como la «escuela de Heidelberg». Desde entonces, la escuela de Heidelberg ha adquirido un significado más amplio y cubre a artistas australianos de finales del siglo xix que pintaban al aire libre con paleta impresionista. Dichos artistas se inspiraron principalmente en los paisajes del río Yarra y de la luz única que caracteriza al bush australiano.
Los trabajos de estos artistas son notables no solo por sus méritos como composiciones sino porque además forman parte del registro histórico australiano. El período que sucede inmediatamente al federalismo es el tema central de la mayoría de las historias clásicas australianas de los bushrangers, forajidos viviendo en el bush salvaje, tanto en la realidad como en la ficción. El legado de la escuela de Heidelberg proporciona un complemento visual a dichas historias y sus imágenes se han fusionado en el subconsciente histórico del país. Muchos de estos trabajos pueden observarse en las galerías de arte australianas, entre las cuales destacan la Galería Nacional de Victoria, la Galería Nacional de Australia y la Galería de Arte Fino Ballarat.

## Artistas asociados[2]
- Alice Boyd
- Louis Buvelot
- Charles Conder
- David Davies
- Emanuel Phillips Fox
- Ethel Carrick Fox
- Eugene Von Guerard
- Frederick McCubbin
- Jane Price
- Tom Roberts
- John Thomas Nightingale Rowell
- William Nicholas Rowell
- Arthur Streeton
- Clara Southern
- Jane Sutherland
- Tudor St George Tucker
- May Vale
- Walter Withers

## Lectura complementaria
- Astbury, Leigh (1985). City Bushmen: The Heidelberg School and the Rural Mythology. Oxford University Press. ISBN 019554501X.
- Gleeson, James (1976). Impressionist Painters, 1881-1930. Lansdowne Publishing. ISBN 0701809906.
- Lane, Terence (2007). Australian Impressionism. Galería Nacional de Victoria. ISBN 0724102817.
- McCulloch, Alan (1977). The Golden Age of Australian Painting: Impressionism and the Heidelberg School. Lansdowne Publishing. ISBN 070180307X.
- Splatt, William (1989). The Heidelberg School: The Golden Summer of Australian Painting. Viking O'Neil. ISBN 0670900613.